# Officersfullmakt

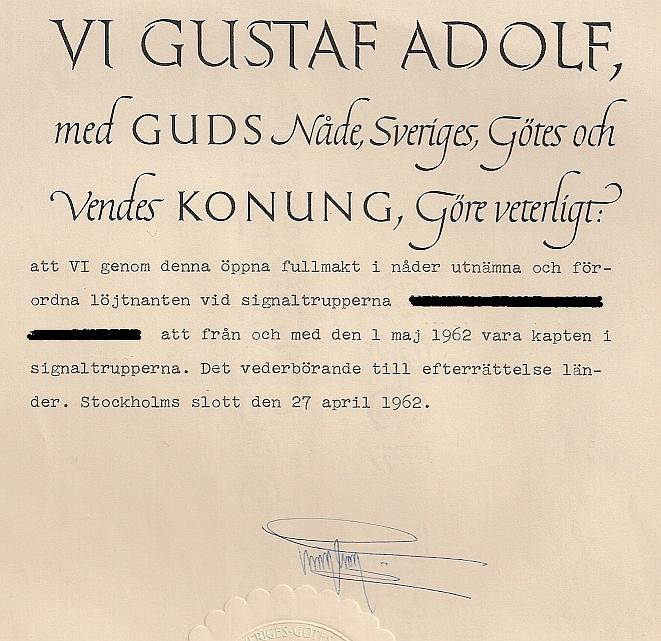
Officersfullmakt från 1962

Officersfullmakt innebar i Sverige att en officer anställdes på fullmakt, vilket betydde att termen officersfullmakt var en beteckning på anställningsförhållandet. I praktiken innebar det att officeren innehade en anställningsform som gjorde att han inte kunde avskedas. De sista officersfullmakterna delades ut 1982 i samband med att den nya befälsordningen, NBO, infördes. I anglosaxiska länder, där uttrycket commissioned officers används, innebär detta snarast en beskrivning av den offentligrättsliga höghetsakt varigenom en officer får rätt att använda dödligt våld för att utföra sina tjänsteåligganden.